# Michele Malfatti
Michele Malfatti (31 december 1994, Trente) is een Italiaanse langebaanschaatser.

## Persoonlijke records
| Afstand      | Tijd     | Datum            | Baan           |
| ------------ | -------- | ---------------- | -------------- |
| 500 meter    | 38,07    | 5 maart 2016     | Berlijn        |
| 1000 meter   | 1.15,25  | 20 februari 2016 | Baselga        |
| 1500 meter   | 1.46,54  | 4 december 2021  | Salt Lake City |
| 3000 meter   | 3.40,45  | 16 oktoeber 2021 | Inzell         |
| 5000 meter   | 6.10,97  | 28 januari 2024  | Salt Lake City |
| 10.000 meter | 12.57,09 | 25 januari 2025  | Calgary        |

## Resultaten
| Jaar | EK Allround             | WK Allround             | WK Afstanden                          | Olympische Spelen                                      | Wereldbeker               | WK Junioren              |
| ---- | ----------------------- | ----------------------- | ------------------------------------- | ------------------------------------------------------ | ------------------------- | ------------------------ |
| 2013 |                         |                         |                                       |                                                        |                           | 22e (30e, 20e, 30e, 20e) |
| 2014 |                         |                         |                                       |                                                        |                           | 20e (30e, 21e, 23e, 14e) |
|      |                         |                         |                                       |                                                        |                           |                          |
| 2016 |                         | NC21 (22e, 16e, 22e, -) | 4e achtervolging                      |                                                        | 0p 1500m 29e 5k/10k       |                          |
| 2017 |                         | NC22 (23e, 22e, 23e, -) | 11e 5000m DQ 10.000m 6e achtervolging |                                                        | 0p 1500m 23e 5k/10k       |                          |
| 2018 |                         |                         |                                       |                                                        | 0p 1500m 39e 5k/10k       |                          |
| 2019 |                         | NC23 (23e, 16e, 22e, -) | 17e 5000m 9e 10.000m 6e achtervolging |                                                        | 0p 1500m 14e 5k/10k       |                          |
| 2020 |                         |                         | 6e achtervolging                      |                                                        | 26e 5k/10k 30e massastart |                          |
| 2021 | NC16 (20e, 10e, 16e, -) |                         | 11e 5000m 10e 10000m 5e achtervolging |                                                        | 16e 5k/10k 31e massastart |                          |
| 2022 |                         | NC14 (19e, 5e, 12e, -)  |                                       | 15e 5000m 9e 10000m HF 11e massastart 7e achtervolging | 56e 1500m 7e 5k/10k       |                          |
|      |                         |                         |                                       |                                                        |                           |                          |
| 2024 |                         | 8e (23e, 4e, 15e, 5e)   | 6e 5000m · 8e 10000m · achtervolging  |                                                        | 53e 1500m 5e 5k/10k       |                          |
| 2025 |                         |                         | 11e 5000m · achtervolging             |                                                        | 11e 5k/10k                |                          |